# Noam Elkies
Noam D. Elkies (New York, 1966. augusztus 25. –) amerikai matematikus.

## Élete
1970-ben Izraelbe költöztek, majd 1978-ban visszamentek Amerikába. A Stuyvesant Középiskolában érettségizett 1982-ben. A William Lowell Putnam Matematika Versenyt háromszor nyerte és az elsőt 16 évesen, ami az egyik legfiatalabb a verseny történetében. A Columbia Egyetemen szerzett alapdiplomát matematikából és zenéből summa cum laude minősítéssel. A Harvard Egyetemen szerzett PhD fokozatot Benedict Gross és Barry Mazur témavezetők segítségével mindössze 20 évesen. A témája: Supersingular Primes of A Given Elliptic Curve Over A Number Field. 24 évesen a Harvardon egyetemi docens pozícióba került, majd mindössze 26 évesen a Harvard legfiatalabb professzora lett.